# 1990年7月22日日食

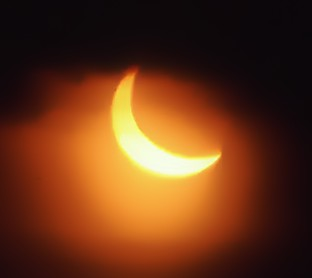
芬兰的日偏食

1990年7月22日日食是一次日全食，發生於1990年7月22日（北美洲大多為7月21日）。新月當天（即朔日），地球上觀測到月球和太阳的角距離極小，此時月球如果恰好在月球交點附近，穿過太阳和地球之間，與地球、太阳接近一直線，則會出現日食。月球本影接觸地表而使該區域完全得不到陽光，就會形成日全食，同時在本影兩側數千公里的半影範圍內遮擋部分陽光，形成日偏食。此次日全食經過了芬兰、苏联、美国阿拉斯加州，日偏食則覆蓋了欧洲東北部、亚洲北半部、北美洲西北部及周邊部分地區。

## 日食概況

### 出現區域
芬兰和苏联今屬爱沙尼亚的部分之間的芬蘭灣海域在7月22日日出時最先看到日全食，月球本影向東北移動，掠過今爱沙尼亚首都塔林附近很小的區域並覆蓋了芬兰東南部後進入今俄罗斯境內，在北冰洋沿岸附近經過了很長距離，逐漸轉向東南方向移動，並在马加丹州阿納德爾區境內（今屬楚科奇自治區）達到最大食分。此後本影又斜穿白令海，跨越國際日期變更線，覆蓋了美国阿拉斯加州阿留申群島的部分島嶼，進入北太平洋，最終在7月21日日落時分結束於美国夏威夷州與加利福尼亚州中點附近的洋面。
本影經過的陸地包括：
- 芬兰：圖爾庫-波里省東南部（今芬兰本部区東部）、新地省（今新地區）除最西端外的絕大部分、海梅省南部（今坎塔海梅區除西北部外的大部、皮尔坎马区東南角、派耶特海梅区除極西北角外的絕大部分）、中芬蘭省（今中芬蘭區）南部、屈米省除東南部邊境外的大部（今屈米河谷区除東南部外的大部和南卡累利阿區除東南邊境外的大部）、米凱利省（今南萨沃区）除西北側外的絕大部分、庫奧皮奧省（今北薩沃區）東南部、北卡累利阿省（今北卡累利阿區）除北部外的大部、奧盧省東南角（今凱努區東南角），其中包括赫尔辛基，是本次全食帶內唯一首都（全食帶還覆蓋了今爱沙尼亚首都塔林，但當時苏联尚未解體）；
- 苏联：
  - 爱沙尼亚苏维埃社会主义共和国：哈爾尤縣北部，其中包括首都塔林；
  - 俄罗斯苏维埃联邦社会主义共和国：卡累利阿共和国西南至東北、莫曼斯克州東部、阿尔汉格尔斯克州主體部分西北部及新地島南部、涅涅茨自治區西北部、亞馬爾-涅涅茨自治區別雷島北半部、克拉斯諾亞爾斯克邊疆區北部、雅庫特蘇維埃社會主義自治共和國（今萨哈共和国）東北部、马加丹州中部偏東（今楚科奇自治區中部偏西和南部）、科里亞克自治區東北部（今堪察加邊疆區東北部），其中最大食分位於马加丹州阿納德爾區境內；
- 美国阿拉斯加州：安德烈亞諾夫群島的阿特卡島東半部、阿米利亞島、塞瓜姆島，四山群島的阿穆克塔島。[3][4]

除了狹窄的全食帶內能看見日全食之外，月球半影覆蓋範圍內都能看到日偏食，包括挪威除南端外的大部、瑞典除南端外的大部、芬兰全境、波兰東北角、苏联除西南部外的絕大部分、西亚東北部、南亚西北部、中國北部、蒙古人民共和国、朝鲜半岛中北部、日本中北部、阿拉斯加、加拿大中西部、美国本土西北部、格陵兰中北部、密克羅尼西亞島群東北部、玻里尼西亞島群北部。
月球在其軌道上自西向東轉動，發生日食時，月球在地球表面的陰影也大多自西向東移動，而從地球上看，太阳的西側先被月球遮掩，然後逐漸向東。但此次日食發生在北半球的夏季，地軸北端向太阳方向傾斜，月球半影北端經過了晨昏圈最北端附近的區域，因而在格陵兰、加拿大東北部等被半影覆蓋、看到日偏食的區域內，月影在地表自東向西移動，地面上看到的太阳東側最先被月球遮掩。欧洲和亚洲的日全食和日偏食大多發生在7月22日，而北美洲的日食大多發生在7月21日，更有格陵兰等處於極晝地區的日偏食在7月21日子夜前不久開始，在7月22日凌晨結束。

### 基本參數
- 類型：日全食
- 食甚中心處（位於苏联马加丹州阿納德爾區）資料：
  - 時間：1990年7月22日3:02:10.1
  - 地點：65°10.3′N 168°49.8′E / 65.1717°N 168.8300°E
  - 食分：1.0391（全食帶內最大）
  - 日全食持續時間：2分32.7秒

## 觀測
芬蘭測地研究所在芬兰赫尔辛基用絕對重力儀做了長達52小時的一系列測量，研究日全食期間的重力變化，最終未檢測到異常數值。蘇聯科學院的觀測隊前往隸屬阿尔汉格尔斯克州、位於白海內的索洛韦茨基群岛，計劃拍攝不同曝光量情況下的日冕圖像，並錄製日食影像。但日食當天日出時雲層濃密，中午之前還下了連續的細雨，觀測未能成功。

## 相關的日食

### 1990-1992年的日食
月球交替位於相對的月球交點時，以半個交點年（食年），即約177天又4小時間隔出現下列日食。
| 升交點   | 升交點                    |          | 降交點             | 降交點 |
| 沙羅週期 | 地圖                      | 沙羅週期 | 地圖               |        |
| 121      | 1990年1月26日 環食        | 126      | 1990年7月22日 全食 |        |
| 131      | 1991年1月15日 環食        | 136      | 1991年7月11日 全食 |        |
| 141      | 1992年1月4日 環食         | 146      | 1992年6月30日 全食 |        |
| 151      | 1992年12月24日 偏食（北） |          |                    |        |

### 沙羅周期
沙羅週期長度為18年11天。本次日食屬於沙羅序列126，共包含72次日食，依次為1179年3月10日至1305年5月24日的8次日偏食、1323年6月4日至1810年4月4日的28次日環食、1828年4月14日至1864年5月6日的3次全環食（亦稱混合食）、1882年5月17日至2044年8月23日的10次日全食、2062年9月3日至2459年5月3日的23次日偏食，總共歷時1280.14年。其中最長的全食發生於1972年7月10日，共持續了2分36秒。
下表列舉了1901年至2100年間發生的屬於該周期的日食，是第39至49次：
| 42            | 43            | 44            |
| ------------- | ------------- | ------------- |
| 1918年6月8日  | 1936年6月19日 | 1954年6月30日 |
| 45            | 46            | 47            |
| 1972年7月10日 | 1990年7月22日 | 2008年8月1日  |
| 48            | 49            | 50            |
| 2026年8月12日 | 2044年8月23日 | 2062年9月3日  |
| 51            | 52            |               |
| 2080年9月13日 | 2098年9月25日 |               |

## 資料來源
1. ↑  樊忠玉. . 中国天文科普网.   [2016-02-17]. （原始内容存档于2014-09-17）.
2. 1 2  Fred Espenak. . NASA Eclipse Web Site.   [2016-02-17]. （原始内容存档于2020-10-28）.（英文）
3. ↑  Fred Espenak. . NASA Eclipse Web Site.   [2016-02-17]. （原始内容存档于2020-10-28）.（英文）
4. ↑  Xavier M. Jubier. .   [2016-02-17]. （原始内容存档于2019-09-01）.（法文）（英文）
5. ↑  Fred Espenak. . NASA Eclipse Web Site.   [2016-02-17]. （原始内容存档于2008-08-29）.（英文）
6. ↑  Jaakko Mäkinen. . Bulletin d'Information of the Bureau Gravimétrique International. 1990年12月, 67: 203–208  [2016-02-21]. （原始内容存档于2019-09-01）.（英文）
7. ↑  . IZMIRAN.   [2016-02-23]. （原始内容存档于2019-09-07）.（俄文）
8. ↑  Espenak, Fred. . NASA Eclipse Web Site （英语）.

## 外部連結
- NASA日食專頁（页面存档备份，存于）（英文）
- 可見區域圖和時間統計：由弗雷德·埃斯佩纳克做出的日食預報，NASA/GSFC
  - Google互動地圖呈現的日食範圍
  - 貝塞爾元素
- Google地圖顯示的日全食和日偏食範圍（页面存档备份，存于）（法文）（英文）

圖片：
- 苏联马加丹州（今屬俄罗斯楚科奇自治區）的照片（页面存档备份，存于）（英文）
- 1954-2008年歷次日全食的日冕（页面存档备份，存于），本次拍攝於苏联马加丹州（今屬俄罗斯楚科奇自治區）（法文）（英文）

| \| \| 日食 \|                             |                              |                                           |
| 上一次日食： 1990年1月26日日食 （日環食） | 1990年7月22日日食 （日全食） | 下一次日食： 1991年1月15日日食 （日環食） |
| 上一次日全食： 1988年3月18日日食          | 1990年7月22日日食 （日全食） | 下一次日全食： 1991年7月11日日食          |
|                                           | 日食                         |                                           |